# Blanche Paugam
Pour les articles homonymes, voir Paugam.
Blanche Paugam, née le 23 mai 1898 à Wimille dans le Pas-de-Calais, morte le 1er avril 1945 au camp de concentration allemand de Bergen-Belsen, est une résistante française. Arrêtée en août 1940, condamnée à mort pour sabotages, elle est la première femme résistante française condamnée à mort pour faits de résistance, en septembre 1940 ; sa peine est commuée en travaux forcés, elle meurt en déportation.

## Biographie
Blanche Joséphine Lefèbvre naît le 23 mai 1898 à Wimille, elle est la fille de Louis Marie Lefèbvre, casseur de pierre, et de Marie Gorgonie Dozinel. Elle épouse un radio télégraphiste, Jean Louis Paugam, en 1924 à Boulogne-sur-Mer.
Pendant la Seconde Guerre mondiale, dès le début de l'Occupation, Blanche Paugam effectue des sabotages à Boulogne-sur-Mer, en agissant seule, de sa propre initiative. Elle se fait passer pour une marchande ambulante, fait semblant de sympathiser avec des soldats allemands, et coupe des câbles électriques près de son domicile,.
Les occupants allemands enquêtent sur ces sabotages et menacent la population par voie d'affiches. Mais Blanche Paugam continue ses actions, jusqu'à ce qu'elle soit repérée par des enfants.
Prise sur le fait, une pince à la main, elle est arrêtée par les Allemands le 16 août 1940,. Elle comparaît devant le tribunal militaire de la Feldkommandantur 678 d’Arras pour actes de sabotage. Elle revendique fièrement son action, affirmant : « J'en ai coupé 36. J'en aurais coupé plus encore si j'avais pu le faire ». Le tribunal militaire la condamne à mort le 17 septembre 1940,. Elle est la première femme française à être condamnée à mort pour des actes de résistance.
Sa peine est commuée en travaux forcés à perpétuité. Elle est déportée en Allemagne le 31 janvier 1941 et internée à la prison d’Aix-la-Chapelle, où elle est détenue jusqu'en septembre 1942. Elle est ensuite transférée à la prison de Lauerhof de Lübeck où elle est enfermée jusqu’au 9 mai 1944 avant d'être déplacée à la prison de Cottbus. Elle est internée au camp de concentration de Ravensbrück en janvier 1945 (matricule 97 217) puis dans celui de Mauthausen (mars 1945). Le 17 mars 1945, elle est transférée au camp de concentration de Bergen-Belsen. Elle y meurt d’épuisement au début du mois d’avril 1945,,. Elle reçoit tardivement (en 1997) les mentions officielles « Mort pour la France » et « Morte en déportation ».

## Hommages
Un square commémore son nom à Boulogne-sur-Mer, et une plaque commémorative rappelle son action.
Dominique Missika la cite en exemple des « femmes qui ont su concevoir leur propre autonomie. Elles ont pris les armes sans attendre les hommes ».